# Семёнова-Тян-Шанская, Вера Дмитриевна
Ве́ра Дми́триевна Семёнова-Тян-Ша́нская (Болдырева) (8 ноября 1883, Санкт-Петербург — 11 ноября 1984, Ленинград) — русский советский живописец и график, член Ленинградского Союза художников (до 1992 года — Ленинградской организации Союза художников РСФСР).

## Биография
Родилась в 1883 году в Санкт-Петербурге. Её отец Дмитрий Петрович Семёнов-Тян-Шанский (до 1906 года — Семёнов, 1852—1917) был учёным-статистиком, специалистом по сельскому хозяйству, сыном Петра Петровича Тян-Шанского. Мать Евгения Михайловна Заблоцкая-Десятовская (1854—1920) занималась воспитанием детей, которых в семье было семеро.
В 1909—1910 занималась в Рисовальной школе Общества Поощрения художеств и в частной студии у Д. Н. Кардовского и О. Э. Браза. Впервые участвовала в «Выставке рисунка и эстампа» в Академии художеств в 1909 году, представив портрет своего знаменитого деда. В 1910–1917 годах принимала активное участие в ежегодных выставках учреждённого Кардовским «Нового общества художников». После революции в 1924 году стала членом «Общины художников». В 1930 после слияния нескольких ленинградских художественных обществ стала членом Общества «Цех художников» (1930—1932).
С 1925 года постоянно участвовала в выставках, экспонируя свои работы вместе с произведениями ведущих мастеров изобразительного искусства Ленинграда. С 1932 года член Ленинградского Союза художников. В 1933—1936 годах работала старшим художником-оформителем в Музее антропологии и этнографии Академии наук в отделе Азии и Северной Америки. В 1939 в Центральном Доме работников искусств прошла персональная выставка произведений художницы, на которой экспонировались 72 её работы. Оставила частично опубликованные воспоминания, передающие атмосферу петербургской-ленинградской жизни первой половины XX века.
Скончалась в 1984 году в Ленинграде на 102-м году жизни.
Произведения В. Д. Семёновой-Тян-Шанской находятся в музеях и частных собраниях в России и за рубежом.